# Fuzileiro do Amor
Fuzileiro do Amor é um filme brasileiro de 1956, do gênero comédia, dirigido por Eurides Ramos e estrelado por Amácio Mazzaropi. Foi produzido pela Cinelândia Filmes, no Rio de Janeiro, sendo um dos três filmes que Mazzaropi gravou na cidade. Os outros são O Noivo da Girafa e Chico Fumaça.

## Sinopse
José Ambrósio é um modesto sapateiro que entra para o Corpo de Fuzileiros Navais, com o objetivo agradar o sargento reformado Honorato, pai de Maria, sua namorada. Mas com a sua simplicidade e sem jeito, ele passa a ter problemas com o rígido sargento-instrutor. Para complicar ainda mais, surge Ambrósio José, seu irmão gêmeo e sargento do mesmo Corpo de Fuzileiros, mas um desconhece a existência do outro. O recruta atrapalhado é confundido com seu irmão gêmeo e a confusão se instaura no hospício militar, onde os dois são internados, pois os médicos pensam que são a mesma pessoa.

## Elenco
- Mazzaropi: José Ambrósio/Ambrósio José/Recruta 29[4]
- Terezinha Amayo: Maria
- Roberto Duval: Sargento-Instrutor
- Pedro Dias: Honorato
- Agildo Ribeiro: Recruta 35
- Gilberto Martinho: Oficial imediato
- Wilson Grey: Interno no hospício (doido do túnel)
- Francisco Dantas: doutor Jonas
- Daniel Filho: recruta
- Nick Nicola: recruta
- Pato Preto: recruta (apresentador do show)
- Ricardo Luna:  enfermeiro do hospício
- Domingos Terra: porteiro do hospício
- João Péricles: guarda policial no hospício
- Nazareth Mendes: celina
- Mário Campioli: irmão pequeno de Maria
- Alberto Pérez: interno no hospício (doido tampinha)
- Aristides Justino: interno no hospício (doido rei)
- Luiz de Barros: Comandante
- Moacyr Deriquem: Oficial